# Svend Wagner
Svend Olaf Wagner, med dæknavnet General Johansen (født 5. juni 1895 i København, død 8. januar 1971 i Hellerup) var en dansk kommunist og modstandsmand, far til Ingmar Wagner.

## Opvækst og arbejdsliv
Han var søn af fhv. garversvend Carl Heinrich Wagner (1865-1952) og Johanne Kirstine født Jensen (1876-1956), blev snedkersvend 1915, værnepligtig og fortsatte sin soldatertjeneste som korporal, blev 1919 sergent ved Ingeniørregimentet, men forlod 1920 aktiv militærtjeneste og overførtes til reserven. Han stod dog fortsat i nummer 1920-36, først i 2. ingeniørbataljon, derefter henholdsvis i 2. og 1. pionérbataljon. Han var dernæst ingeniørassistent ved Strandvejsgasværket 1920-31. Derpå var han arbejdsmand ved Gentofte Kommunes vejvæsen 1931-41.

## Politisk arbejde og arrestation
Wagner var medlem af Danmarks Kommunistiske Parti og blev i slutningen af 1930'erne leder af partiets afdeling i Hellerup og Gentofte. Efter indførelsen af Kommunistloven blev han sammen med de øvrige ledere efter tysk krav arresteret 22. juni 1941, sat i Vestre Fængsel og siden Horserødlejren, hvor han sad indtil 29. august 1943, da han og en række andre fanger formåede at flygte.

## Modstandsbevægelsen
Han blev organisator af modstandsbevægelsens militære afdeling fra oktober 1943, var tilknyttet BOPA og blev medlem af Danmarks Frihedsråds første militærudvalg december 1943 og af dets kommandoudvalg maj 1944. I 1944 indtrådte han i Frihedsrådets M-udvalg, senere K-udvalget, samt Sabotageudvalget.
Han undgik ved et tilfælde arrestation, da modstandsbevægelsens københavnsledelse den 28. februar 1945 blev anholdt og sat i Shellhuset.

## Officer
Svend Wagner blev ved befrielsen civilt medlem af Generalkommandoen 5. maj 1945 og gennemgik sammen med andre ledende modstandsfolk et officerskursus. Han blev udnævnt til oberstløjtnant af forstærkningen 1946, men tog selv afsked fra hæren i 1951. Han var den højest rangerende af alle de modstandsfolk, der blev uddannet til officerer. Han overførtes til reserven og stod fortsat i nummer ved Ingeniørregimentet, hvorfra han endeligt afskedigedes i 1960.

## Tillidshverv og hæder
Wagner blev Hjemmeværnsforeningernes Landsforbunds første formand i 1945 og var medlem af Gentofte Kommunalbestyrelse for DKP mellem 1946-50. Han tildeltes det franske krigskors med palmer.

## Familie
Han blev gift 2. juli 1922 i Brønshøj Kirke med Ingeborg Caroline Andersen (10. maj 1903 i Dråby Sogn – ?), datter af skovarbejder Anders Nielsen Andersen (1876-1958) og Hilda Karoline Svendsen (Svendsdotter) (1875-1962).
Han er begravet på Hellerup Kirkegård. Hans efterladte papirer findes i Arbejderbevægelsens Bibliotek og Arkiv.